# Biblioteka Narodowa Senegalu
Biblioteka Narodowa Senegalu – biblioteka narodowa w Dakarze. Powstała w 1976 roku, w 1979 roku przyłączona do Archiwum Narodowego. Dlatego rolę tę pełni Biblioteka Archiwum Senegalu (Bibliothèque des Archives du Sénégal).

## Historia
Biblioteka Narodowa Senegalu została powołana dekretem nr 76-493 z 5 maja 1976 roku. Otrzymała ona prawo do otrzymywania egzemplarza obowiązkowego. Ponieważ nie przyznano jej budynku ani budżetu na zakup książek i zatrudnienie bibliotekarzy, nie mogła rozpocząć działalności. Dlatego rozporządzeniem z 5 października 1979 roku włączono ją do Archiwum Narodowego Senegalu. Na mocy ustawy z 3 kwietnia 2002 roku Biblioteka Narodowa odzyskała autonomię, a w centrum Dakaru ówczesny prezydent Abdou Diouf zaplanował budowę budynku dla niej. Prace rozpoczęto w 1999 roku, ale rok później po kolejnych wyborach prezydenckich zostały wstrzymane. Po wyborach w 2012 roku nowy prezydent Macky Sall obiecał wznowienie budowy budynku dla biblioteki, ale do 2019 roku nie został on wybudowany.
Dlatego rolę biblioteki narodowej pełni Bibliothèque des Archives du Sénégal. Od 1982 roku nadaje ona numer ISSN i wydaje bibliografię narodową.

## Zbiory
Zgodnie z dekretem z 1976 roku biblioteka ma prawo do egzemplarza obowiązkowego wszystkich publikacji wydanych na terenie Senegalu. Biblioteka otrzymuje 4 kopie książek, broszur, maszynopisów, nut, druków muzycznych, pocztówek, płyt i filmów, które zostały wydane w Senegalu. W 2007 roku zbiory liczyły 30 000 woluminów, w tym: 29 800 książek i broszur, 3000 plakatów, 2000 map, 500 pocztówek, 30 nagrań.